# Aphonopelma prosoicum
Aphonopelma prosoicum är en spindelart som beskrevs av Chamberlin 1940. Aphonopelma prosoicum ingår i släktet Aphonopelma och familjen fågelspindlar. Inga underarter finns listade i Catalogue of Life.